# Ramón Lecuona Bordegaray
Ramón Lecuona Bordegaray (Hondarribia, 16 de març de 1913 - Sant Sebastià, 13 de març de 1999) fou un futbolista basc de la dècada de 1930.

## Trajectòria
Debutà a primera divisió a les files del Real Unión de Irún. La temporada 1934-35 defensà els colors del FC Barcelona, on fou campió de Catalunya. A continuació destacà al RCD Espanyol el període anterior i posterior a la Guerra Civil. Guanyà la Copa de 1940 i patí una llarga sanció de les autoritats esportives del moment. Ingressà al Reial Saragossa la temporada 1941-42 i posteriorment jugà a la Gimnástica Burgalesa. Jugà un partit amb la selecció de Catalunya el dia 1 de gener de 1936 a Andalusia.

## Palmarès
FC Barcelona
- Campionat de Catalunya de futbol:
  - 1934-35

RCD Espanyol
- Campionat de Catalunya de futbol:
  - 1936-37, 1939-40
- Copa espanyola:
  - 1939-40